# Sonnerupgaard Gods
Sonnerupgaard Gods er en herregård i den vestlige udkant af Kirke Hvalsø, som i dag fungerer som hotel og konferencecenter. Gården ligger i Kirke Hvalsø Sogn, Voldborg Herred, Lejre Kommune.

## Historie
Gården omtales allerede i 1300-tallet som værende ejet af den ellers ukendte adelsmand Niels Pedersen. Siden gik den i arv til adskillige adelsslægter.
I 1793 overgik gården til Peter Christian Zeuthen, som også ejede Tølløse Slot og Søgaard, og da familien Zeuthen blev adlet i 1813 blev gården en del af Baroniet Zeuthen.
I 1923 opkøbtes gården af et konsortium, som siden solgte den videre. Siden 1959 har gården været hotel og konferencecenter og er på 222,2 hektar.

## Ejere af Sonnerupgaard Gods
For de tidligste tider (indtil 1621) en noteret de årstal, hvor den listede person med sikkerhed ejede Sonnerupgaard.
- (1341) Niels Pedersen
- (1374-1408) Anders Pedersen Panter
- (1440) Peder Tuesen Rani
- (1446) Otto Cernin
- (1452-1455) Mette Andersdatter Panter
- (1492) Torben Bille
- (1492-1508) Peder Bille
- (1598-1601) Jakob Trolle
- (1601-1610) Mette Jakobsdatter Høg Banner
- (1621-1625) Manderup Parsberg
- (1625-1633) Anne Brahe
- (1633) Otto Brahe
- (1633-1642) Jørgen Urne
- (1642-1661) Knud Urne
- (1661-1675) Bertil Bartholin
- (1675) Johannes Fincke
- (1675-1684) Rasmus Poulsen Vinding
- (1684-1695) Rasmus Poulsen Vindings arvinger
- (1695-17XX) Bodil Sørensdatter Hjort
- (17XX-1745) Severin de Junge
- (1745-1749) Adolf Andreas von der Lühe
- (1749-1788) Frederik Brabrand
- (1788-1793) Johan Thomas Neergaard
- (1793-1823) Peter Christian Zeuthen
- (1823-1827) Vilhelm Peter Zeuthen
- (1827-1850) Christian Frederik Zeuthen
- (1850-1866) Sophie Hedvig Schulin-Zeuthen
- (1866-1873) Christian Frederik Schulin-Zeuthen
- (1873-1919) Christian Julius William Schulin-Zeuthen
- (1919-1923) William Schulin-Zeuthen
- (1923-1928) Konsortiet Schulin-Zeuthen
- (1928-1954) N.C. Breit
- (1954-1959) H.F.M. Hollesen
- (1959-1985) Den almindelige Brandforsikring for Landbygninger, København
- (1985-1996) Anne Dorph og Preben Herbo
- (1996- ) Birgitte Israelsen Knudsen og Peter Kjær Knudsen

## Eksterne Links
- Sonnerupgaards hjemmeside

|  | Denne artikel om en bygning eller et bygningsværk kan blive bedre, hvis der indsættes et (bedre) billede. Du kan hjælpe ved at afsøge Wikimedia Commons for et passende billede eller lægge et op på Wikimedia Commons med en af de tilladte licenser og indsætte det i artiklen. |